# Per aver visto un uomo piangere e soffrire Dio si trasformò in musica e poesia
Per aver visto un uomo piangere e soffrire Dio si trasformò in musica e poesia è il sesto album in studio di Patty Pravo, il secondo della trilogia Philips, pubblicato dall'etichetta discografica Philips nel 1971.

## Descrizione
A pochi mesi dall'uscita del disco precedente Di vero in fondo, Pravo ha realizzato l'album dal titolo più lungo fra quelli da lei pubblicati.
Curiosa la scelta di non apportare, sul fronte copertina, nessuna informazione che riguardi il nome dell'interprete o il titolo dell'album; ma di far apparire solo il viso dell'interprete, contorniato da un velo scuro.
Titolo e nome dell'interprete appariranno nella ristampa del disco. Uno scatto alternativo della stessa serie venne adoperato per il 45 giri spagnolo Una locura/Nosotros.
Per la realizzazione di quest'album viene chiamato Bill Conti, al quale si affianca Luis Bacalov. Conti dirige l'orchestra per gli unici due brani composti da David Shel Shapiro.
La ristampa in linea economica, del 1973, uscì su etichetta "Fontana" con copertina del tutto differente a busta chiusa e intitolata Patty Pravo 2 - Poema degli occhi (Fontana - 6492.004).
Anche questo secondo LP per la Philips ebbe nel 1990 una ristampa in vinile, con veste grafica identica all'originale e la sola aggiunta di titolo, nome dell'interprete e della piuma stilizzata, sul fronte copertina; contemporaneamente venne pubblicato anche su supporto digitale.

## I brani
La traccia d'apertura Morire... dormire... forse sognare, in cui si nota l'impronta classica di Luis Bacalov, contiene delle citazioni di un celebre testo di William Shakespeare ed è una rielaborazione, curata da Gian Piero Reverberi, del secondo tempo Adagio (Shadows) tratto da Concerto Grosso per i New Trolls.
Lanterne antiche è una cover del brano Antique Annie's Magic Lantern Show del cantautore australiano Doug Ashdown, inclusa unicamente nell'edizione australiana – uscita come doppio LP – dell'album The Age of Mouse (1970) distribuita dalla Sweet Peach. Le edizioni europee e americana, uscite su vinile singolo, non contengono questo brano, destinato originariamente alla cantante folk australiana Marian Henderson (la sua versione fu pubblicata nell'album Cameo, pubblicato dalla Coral in Australia, e, con copertina differente, negli Stati Uniti d'America e nel Regno Unito).
Poema degli occhi è una versione in lingua italiana di Poema dos olhos da amada di Vinícius de Moraes. Il testo italiano venne scritto da Sergio Bardotti e fu interpretato da Sergio Endrigo nell'album La vita, amico, è l'arte dell'incontro del 1969. Storia di una donna che ha amato due volte un uomo che non sapeva amare e T. L. & R. sono invece reinterpretazioni di due brani di Shel Shapiro: il primo, originariamente intitolato The Same Old Chair, apparve nell'album Affittasi, mentre il disco (originariamente intitolato Thunder, Lightning and Rain), fu incluso nell'edizione tedesca di Affittasi, intitolata Sawdust Circus.
Follow the Lamb proviene dal musical Look to the Lilies (1970) ed è il 4° brano del primo atto. Del brano esistono più versioni, la più nota risulta quella di Ben Aiken (Philly Groove Records-167).
Preghiera, Un volto bianco sulla neve e Un uomo una donna una bambina sono accomunati dalle edizioni musicali ("Domingas"), dall'autore della musica (A. Vitalis) e dalle case discografiche che pubblicarono le versioni originali (la Bellaphon per le edizioni tedesche e la Butterfly per quelle francesi):
- Preghiera è Bright Tomorrow del gruppo Cockpit. Il pezzo uscì sia sull'omonimo LP del 1970, sia sul singolo Bright Tomorrow/Lena Lena (ed.francese Butterfly BS.10-008; ed. tedesca Bellaphon BF.18056).
- Un volto bianco sulla neve è I Do Love You della cantante francese Nicole Croisille (I do love you/La Solitude - Butterfly BS 003). Il brano è stato inciso e pubblicato dalla cantante anche in lingua originale.
- Del terzo brano non è stato possibile rintracciare ancora l'edizione originale. È noto solo, tramite i crediti dell'LP, che si intitola Do Yourself e che, probabilmente, è tratto dal repertorio del cantante francese Michael Haubrich, accreditato tra gli autori.

## Tracce

### Lato A
1. Morire... dormire... forse sognare - 4:29 (Sergio Bardotti - Luis Bacalov)
2. Lanterne antiche - 3:05 (Vito Pallavicini - Stewart - Ashdown)
3. Poema degli occhi - 2:25 (Sergio Bardotti - Vinícius de Moraes - P. Soledade)
4. Storia di una donna che ha amato due volte un uomo che non sapeva amare - 8:47 (Vito Pallavicini - David Shel Shapiro)

### Lato B
1. Preghiera - 4:12 (Sergio Bardotti - Trim - A. Vitalis)
2. Un uomo una donna una bambina - 3:21 (Vito Pallavicini - Sergio Bardotti - Haubrich - A. Vitalis)
3. Un volto bianco sulla neve - 3:14 (Vito Pallavicini - Croisille - Frank - A. Vitalis)
4. T. L. & R. - 4:22 (David Shel Shapiro)
5. Follow the lamb - 3:41 (J. Styne - S. Cahan)

## Musicisti
- M. De Ponti: Direzione artistica
- Bill Conti: Arrangiamenti e direzione orchestrale
- Gianfranco Lombardi: Arrangiamenti e direzione orchestrale
- Gian Piero Reverberi: Direzione d'orchestra

## Accoglienza
Le vendite furono buone, ma non raggiunsero il precedente Di vero in fondo, anche perché l'album era privo di brani che potessero trainarlo. Inizialmente era prevista la pubblicazione su 45 giri di Preghiera/Un uomo una donna una bambina, unici brani che godettero di vari passaggi televisivi, ma data la scarsa attenzione del pubblico, in occasione del seconda esibizione dal vivo di Preghiera alla trasmissione Canzonissima 1971, i discografici decisero di desistere.
Entra comunque in top 50, raggiungendo la posizione numero 17, e risultando il 66º album più venduto dell'anno 1972.